# Ali A. Rizvi
Ali Amjad Rizvi (Lahore, 29 mei 1975) is een Pakistaans-Canadese schrijver, columnist, medische wetenschapscommunicator, oncologische patholoog, podcaster en een activist voor ex-moslims, atheïsme en seculier humanisme. Hij is tevens journalist en columnist voor de Huffington Post, waar hij regelmatig de uitdagingen die moslims die hun geloof verlaten onderzoekt en bespreekt.

## Vroege leven en opleiding
Rizvi werd geboren in een “gematigde tot liberale moslimfamilie.” Hij bracht zijn vroege kinderjaren door in Libië en verhuisde later naar Saoedi-Arabië, waar hij naar de American International School in Riyadh ging. Deze school beschrijft hij als exclusief voor kinderen van ex-patfamilies die in Riyadh wonen, waardoor hij weinig blootgesteld werd aan de Saoedische cultuur en gebruiken. Zijn beide ouders waren opgeleid in Noord-Amerika en doceerden aan een Saoedische universiteit. Rizvi's familie en andere expats noemden een plein in Riyadh, waar publieke onthoofdingen en amputatie van ledematen plaatsvonden, het "Chop-chop Square".
De familie woonde meer dan tien jaar in Saoedi-Arabië. Als sjiitische moslims moesten ze voorzichtig zijn in het belijden van hun geloof, waarbij ze religieuze diensten vermomden als "etentjes" terwijl ze keken naar een sjiitische mollah op televisie. De afstandbediening lag altijd gereed om het toestel uit te zetten voor het geval de religieuze politie het huis zou binnenvallen. Rizvi en zijn ouders begrepen maar weinig van de Koran noch de dagelijkse gebeden, omdat die in het Arabisch waren, een taal die ze nauwelijks beheersten. Toen Rizvi op een dag een Engelse vertaling van de Koran kocht en die begon te lezen, schrok hij van wat hij vond over onder andere het onthoofden van ongelovigen (Soera 8:12-13), amputatie van dievenhanden (Soera 5:38) en geweld tegen vrouwen (Soera 4:34). Hij confronteerde zijn ouders met de verzen, die eveneens onaangenaam verrast waren. Terwijl hij de geschriften zorgvuldig bestudeerde, trok Rizvi zijn geloof steeds meer in twijfel en raakte het uiteindelijk kwijt.
Rizvi voltooide zijn medische opleiding aan de Pakistaanse Aga Khan-universiteit in Karachi, immigreerde toen naar Canada met een permanente verblijfsvergunning in 1999. Hij behaalde in 2003 zijn master of science aan de Canadese McMaster-universiteit in Ontario en studeerde vervolgens pathologie aan de Amerikaanse Universiteit in Buffalo in upstate New York (2004–2008), waarna hij terugkeerde naar Canada.

## Loopbaan
Naast zijn oorspronkelijke werk in de oncologische pathologie en tegenwoordig medische communicatie, heeft Rizvi geschreven voor media zoals de Huffington Post, CNN en New York Post. Hij heeft gesproken en geschreven over zaken die ex-moslims en moslims betreffen en ook over zijn eigen ervaringen als afvallige. Hij spreekt zich uit tegen wijdverbreide verkeerde informatie over moslims. Zoals prominente religiecritici, bijvoorbeeld Sam Harris, verwerpt hij de vereenzelviging van de radicale islam met de algemene moslimbevolking en verklaarde: “Mensen hebben rechten en verdienen respect. Ideeën, boeken en geloven hebben en doen dat niet”, en meent dat de term islamofobie ongeldig is, omdat hiermee wordt getracht islamcritici het zwijgen op te leggen. Hij heeft ook gesproken over westerse pogingen om wetgeving aan te nemen ten aanzien van het dragen van de boerka en nikab, zeggende: “Keuzevrijheid betekent ook de vrijheid om slechte keuzes te maken, en volgens mij is de beste manier om slechte ideeën te bestrijden goede ideeën, niet verboden.”
Tegen 2011 werden voor Rizvi schrijven en seculiere interesses belangrijker, dus hij besloot zijn carrière te wijzen naar medische communicatie zodat hij meer tijd aan schrijven kon wijden.
In 2015 maakte Rizvi een speciale reportage voor CNN waarin hij de aandacht vestigde op de zaak van zijn vriend Raif Badawi, een Saoedische auteur en dissident die momenteel gevangen gehouden wordt in Saoedi-Arabië op verdenking van een reeks beschuldigingen waaronder geloofsafval.
In 2017 lanceerde Rizvi de podcast Secular Jihadists from the Middle East samen met de ex-moslims Armin Navabi (Atheist Republic), Faisal Saeed Al Mutar (Global Secular Humanist Movement) en Yasmine Mohammad (Confessions of an Ex-Muslim). In januari 2018 werd de show hernoemd tot Secular Jihadists for a Muslim Enlightenment, met Rizvi en Navabi als co-hosts, die fans kunnen steunen via Patreon.
Hij spreekt regelmatig op seculiere conferenties en campussen over de hele wereld.

## De atheïstische moslim
Rizvi is de auteur van De atheïstische moslim: een weg van religie naar de rede (originele Engelse titel: The Atheist Muslim: A Journey From Religion to Reason), dat in 2016 werd gepubliceerd door St. Martin's Press. Het is een combinatie van een autobiografie en een analyse van argumenten ten gunste van het afwijzen van de islam door "reformatie; secularisme; en, uiteindelijk, Verlichting." Het is omschreven als "uitgedacht, welbespraakt, goed gedocumenteerd, logisch" door The New York Times, "een schat aan overtuigende logische argumenten en aangrijpende persoonlijke verhalen" en geprezen omdat het "zeldzame en intrigerende argumenten in het islamdebat" presenteert. The Globe and Mail kwalificeerde het boek als een "gepassioneerd, goed getimed maar uiteindelijk troebel pleidooi voor hervorming van de islam."
Rizvi beschrijft de betekenis van de titel als volgt: "In de moslimwereld zijn er talloze vrijdenkers, atheïsten en agnosten die niet openlijk kunnen spreken over hun overtuigingen. Dat zijn mensen die ongelovig zijn in gedachten, maar die zich moeten voordoen als moslim. Zij leven allemaal een tegenstrijdig bestaan. Dat is de contradictie in mijn titel. Daarnaast is het een satire op het idee dat je altijd kersen kunt plukken in religieuze tradities. Ik heb een vriendin die zichzelf een ‘feministische moslim’ noemt. Wat wil dat zeggen, vroeg ik haar? Zoals een vleesetende vegetariër? Wel, zei ze, er zijn natuurlijk vrouwonvriendelijke passages in de Koran waarmee ik problemen heb, maar iedereen doet aan kersenpluk, dus ik ook."
Volgens Rizvi 'zou het 20 jaar geleden ondenkbaar zijn geweest' om zijn boek te schrijven, waarbij hij verwees naar de massale woede en gewelddadige reacties op Salman Rushdie's boek De duivelsverzen (jarenlange onrust vanaf 1988) en de Deense cartoonrellen (2005–6). Hij betoogde daarentegen dat kritiek op de islam eind jaren 2010 veel verder genormaliseerd was en niet meer dezelfde, heftig vijandige respons opriep.:15:18
Tegen april 2018 was De atheïstische moslim vertaald in het Nederlands en Indonesisch en werd er gewerkt aan een Arabische versie.
Rizvi was de winnaar van de Morris D. Forkosch boekenprijs 2016 voor De atheïstische moslim.

## Opvattingen

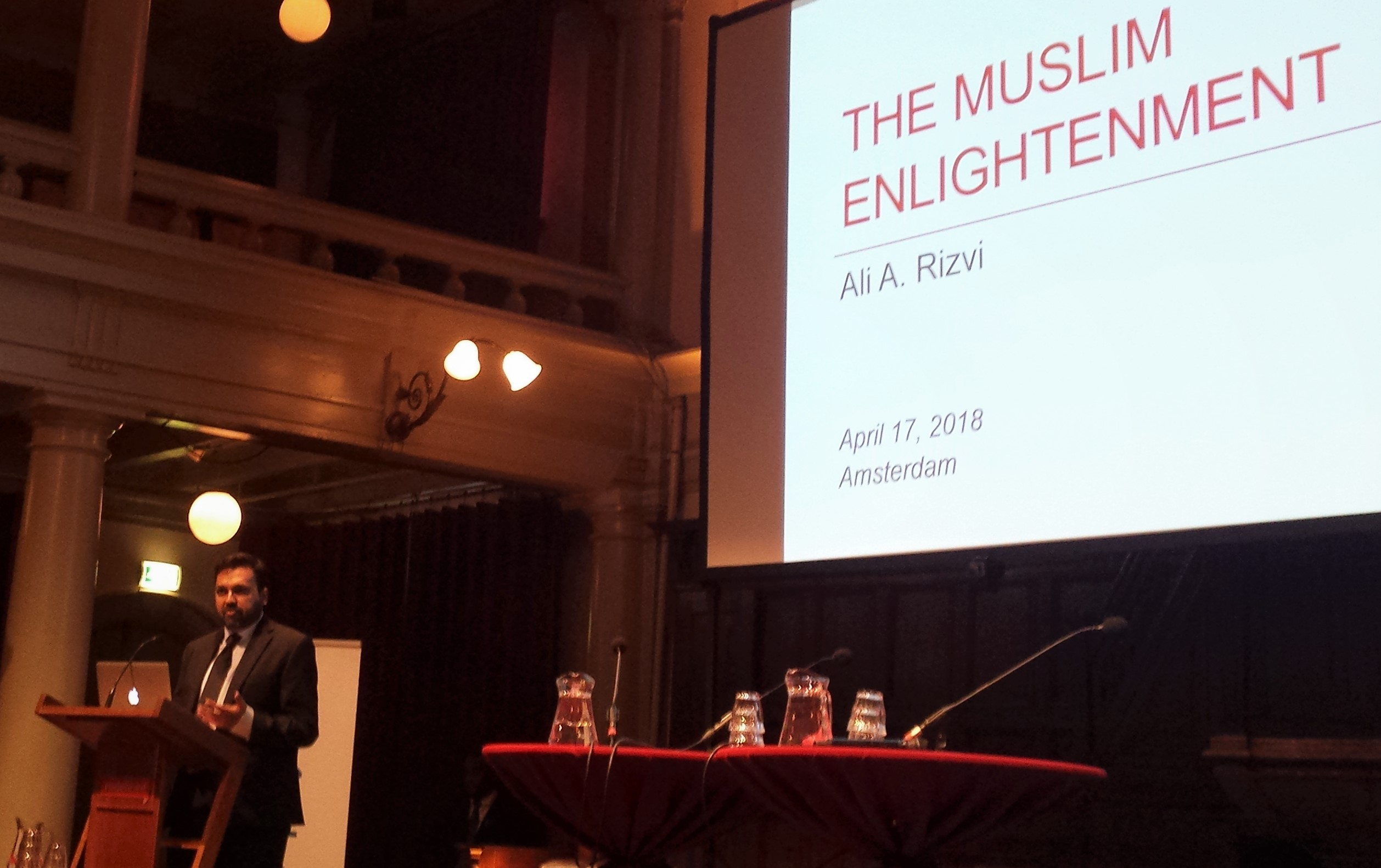
Rizvi spreekt over de Islamitische Verlichting in Amsterdam (2018).

In interviews en toespraken citeert Rizvi regelmatig een uitspraak van  ex-moslim-activist Maryam Namazie: "Internet doet met de islam wat de drukpers deed met het christendom.":19:49 "Dankzij internet weten en zien moslims meer van de wereld. Ze zoeken vertalingen op van Koranteksten en discussiëren daarover in chatrooms en op fora. Het secularisme onder moslims is zo veel meer zichtbaar en wordt daardoor meer bespreekbaar."
In antwoord op een vraag van de Volkskrant betoogde hij: "Sommige delen uit het Oude Testament klinken inderdaad als het handboek van de IS. Veruit de meeste christenen en joden nemen die echter totaal niet serieus, omdat zij hun boeken niet langer zien als het letterlijke, onfeilbare woord van God. (...) Dat biedt hun een uitweg. Veruit de meeste moslims daarentegen menen dat de Koran het letterlijke, onfeilbare woord van Allah is. In landen waarin het Pew Research Center er onderzoeken naar heeft gedaan, gelooft meer dan 80 procent van de moslims dit. Dat is ook zo in de Verenigde Staten, waar moslims hoger zijn opgeleid en beter zijn geïntegreerd in de samenleving dan in Europa."
Het feit dat veel moslims voorstander zijn van de doodstraf voor afvalligheid, maar hun familie en vrienden hiervan uitzonderen, is een voorbeeld van wat Rizvi noemt "de cognitieve gespletenheid van veel gematigde moslims. Aan de ene kant blijven ze trouw aan de ideologie, maar het is onduidelijk in hoeverre ze die in werkelijkheid steunen. Zij zitten in twee werelden. (...) Als ik het vraag aan mijn ooms en tantes en mijn schoonfamilie [of afvalligen moeten worden gedood], vinden zij dat ook. [Maar] als ik vervolgens vraag of ík ook moet worden gedood, omdat ik immers ook een afvallige ben, zeggen ze: nee, jíj niet, jíj bent een aardige vent.'"
Rizvi heeft verklaard dat rechts-populistische politici een punt hebben als zij zich uitspreken tegen "authoritaire, totalitaire ideeën die er in de [islamitische] geschriften staan", maar dat ook veel andere mensen waaronder moslims zelf dat al eeuwenlang hebben gedaan. Anderzijds is Rizvi tegen speciale spionage en profilering van moslims, de demonisering van moslims en een westers immigratieverbod voor moslims, want daarmee worden mensen oneerlijk gediscrimineerd en buitengesloten, waaronder potentiële uitgesproken islamkritische ex-moslims zoals Ayaan Hirsi Ali en hemzelf. Hij klaagde over het feit dat zowel regressief links als extreemrechts "geen onderscheid maken tussen de islam – de ideologie; en moslims – de mensen.":17:27 Hij betoogde dat radicale groepen zoals de Moslimbroederschap en Hamas de term 'islamofobie' expres gepopulariseerd hebben om bigotterie tegen moslims gelijk te stellen met 'volkomen legitieme kritiek op de islam' als religie, met als doel om het laatste de mond te snoeren. Hij stelde: "Mensen hebben rechten en verdienen respect; geloven en boeken hebben en doen dat niet."
Islamitisch terrorisme zelf is geheel niet in staat om het Westen te verslaan, meent Rizvi, maar als westerse overheden Verlichtingswaarden en burgervrijheden gaan opgeven ter geruststelling van het veiligheidsgevoel van paranoïde burgers, "dan zullen zij [=de terroristen] winnen.":20:42

## Persoonlijk leven
Rizvi woont in Toronto. Hij speelt gitaar in de rockband Dead Shyre samen met zijn broer Zameer Rizvi. Hij zegt over zichzelf: "Ik ben een liberaal en ik stem liberaal."
Rizvi heeft gezegd dat hij regelmatig doodsbedreigingen krijgt van moslimfundamentalisten, neonazi's en rechtsextremisten, vooral van mensen die buiten Canada wonen.